# Casa Pont (Cadaqués)
Casa Pont és un habitatge del municipi de Cadaqués (Alt Empordà) inclòs en l'Inventari del Patrimoni Arquitectònic de Catalunya.

## Descripció
Situada dins del nucli antic de la població, amb la façana encarada al mar, a la Platja Gran.
Casa entre mitgeres de dues plantes. A la façana s'hi combina l'acabat remolinat i la pedra calcària grisa clara, treballada. A la tribuna, obertures i elements decoratius. A la planta baixa hi ha la porta d'entrada i un gran finestral, que posseeix una notable reixa de forja, amb dues obertures d'arc tudor amb gran dovellatge a saltacavall. En aquest sector hi ha un fris horitzontal entre motllures amb flors en relleu enllaçades. La tribuna del pis, sobre grans mènsules, és l'element més destacat de la façana. Presenta dues obertures a la part frontal, i dues de laterals de dimensions més reduïdes; són totes d'arcs ogivals peraltats i el perfil de l'ampit els dona una forma com de punta de sageta. A la part alta s'hi repeteix el tema floral del fris esmentat abans, creant combinacions geomètriques. Al centre hi destaca una prominent gàrgola en forma de lleó assegut. Sobre les dues obertures frontals s'hi enlairen uns capcers esglaonats que amaguen l'obra del teulat- teula vidriada verda que cobreix la tribuna. La façana es remata amb un fris d'arcuacions apuntades entre mènsules de sosteniment del ràfec que emmarquen petits forats que donen a les golfes, i els quals són tractats també com a elements ornamentals (prenen la forma dels finestrals de la tribuna). El remat superior és de teula vidrada verda, al conjunt de les arcuacions del cornisament (la qual tenia la funció de destacar els elements primordials tals com la tribuna, a la planta baixa) de pedra clara. De fet, aquesta coloració, havia desaparegut gairebé del tot. A l'interior conserva, a la planta baixa, l'estructura original i també la decoració, malmesa per les humitats. Destaquem l'entrada el passadís i algunes habitacions amb relleus al sostre, amb pintura mural amb temes de flors; el sòl de mosaic i, arrimadors de rajola vidriada de tons verdosos. A l'habitació que dona al carrer s'hi ha conservat un notable arxivador de fusta. El pis ha sofert transformacions i resta molt degradat. A la façana posterior, una galeria coberta dona al petit jardí on hi ha les restes d'una font de rocalla entre parterres fets amb rierencs i petxines.

## Història
El llinatge dels Pont tingué a Cadaqués, durant molt de temps, un protagonisme considerable. El 1705 -en el contracte de la fusta pel retaule d'església parroquial- ja hi consta un Josep Pont com a cònsol de la vila. Des de s.XVIII, els Pont ("notari") són una casa puixant de navegants i armadors. El 1820 consta com a pilot i capità Pacífic Pont. Entrant al s.XIX, destaca l'empenta de les activitats marineres i comercials de Josep Pont i Marès (pilot titulat a l'escola de nàutica d'Arenys de Mar, com el seu germà Florenci, aquest amb títol del 1847), fundador de la casa comercial "Josep Pont i fill" (navegació mercant, comerç de corrall, de peix salat, etc..), i posseïdors de diverses naus de cabotatge. El fill Onofre Pont i Berga -qui feu bastir la casa descrita- des de la primera dècada del s.XX, protagonitzà en gran part la prosperitat de la població quan la marina mercant de Cadaqués ja gairebé havia desaparegut; els Pont posseïren pailebots i àdhuc, a les acaballes, un vaporet.
En aquesta etapa continuaren la producció i comercialització dels productes locals, la indústria de salaó, explica Josep Pla "(...)durant molts any la casa Pont, una de les firmes de més sagacitat en el nostre comerç la desaparició d'aquesta casa, emportada pel terbolí del 1936(...)" (Cadaqués", p.96).